# Montjoi, Aude

Montjoi este o comună în departamentul Aude din sudul Franței. În 1 ianuarie 2022 avea o populație de 40 de locuitori.